# Büstenhalter

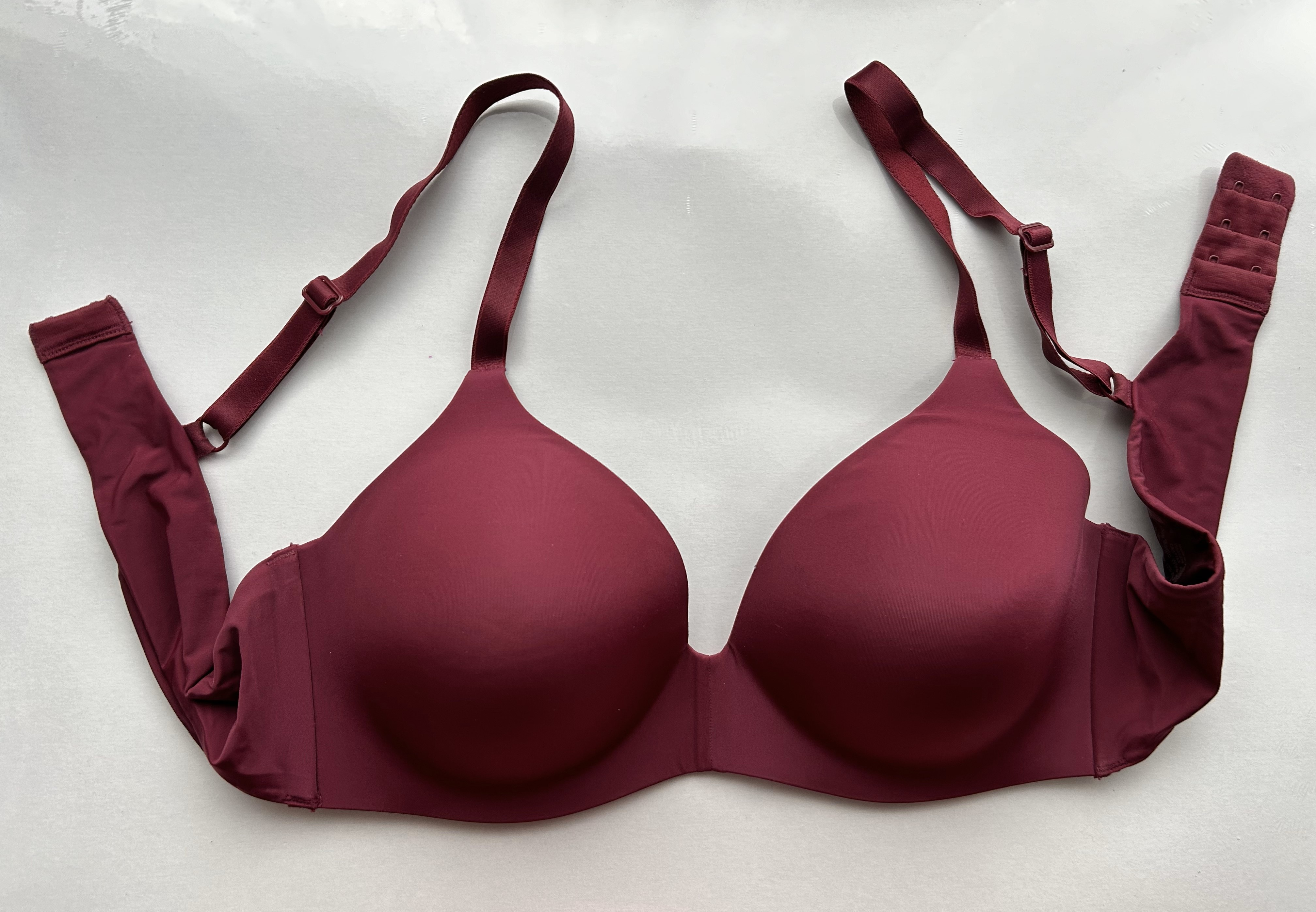
Moderner Schalen-BH, weinrot

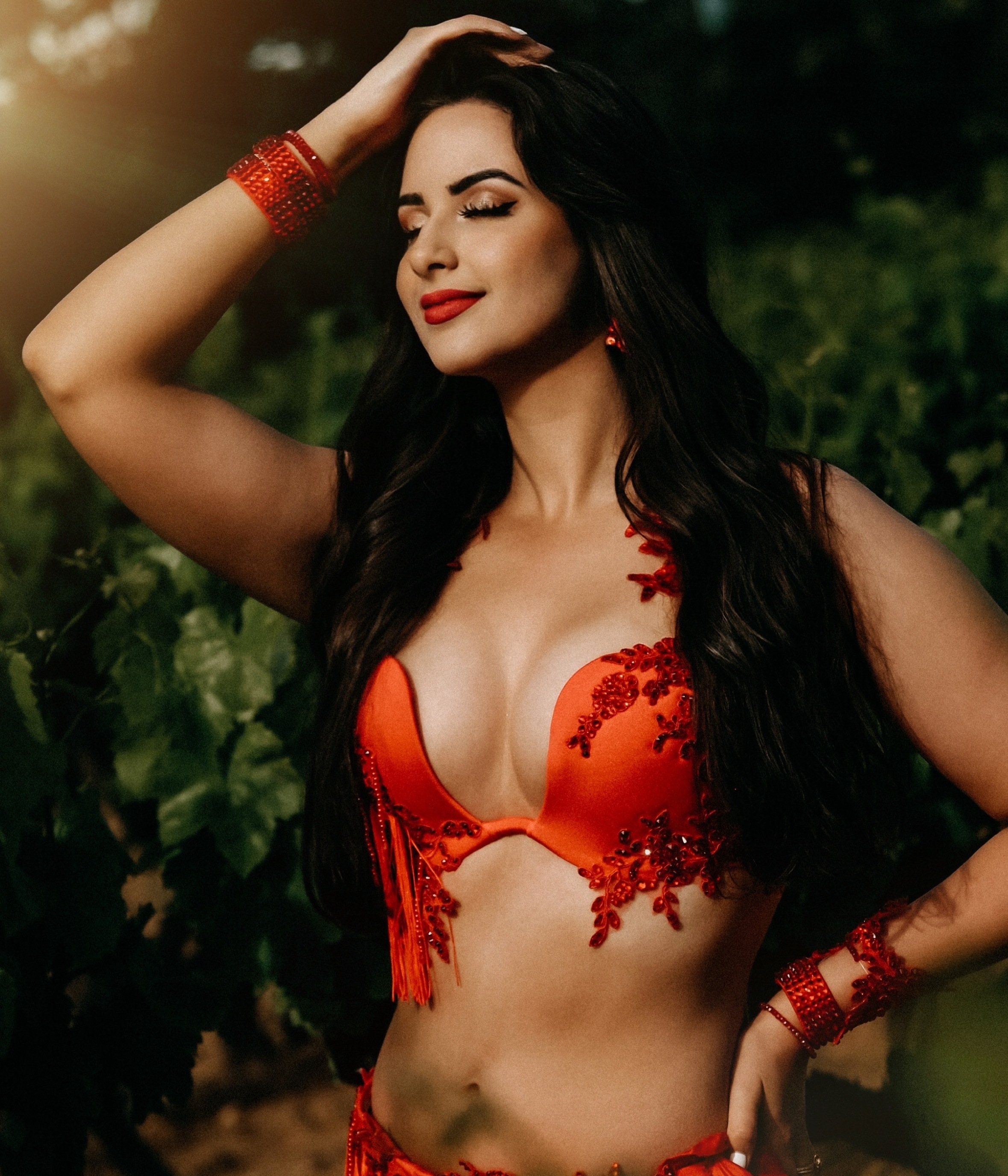
BH-tragende Frau

Der Büstenhalter (in Österreich auch Busenhalter) (beide Bezeichnungen abgekürzt und umgangssprachlich BH) ist ein Kleidungsstück und Wäschestück, das die weibliche Brust stützen und formen soll. Mit wenigen Ausnahmen wird er von Frauen ausschließlich als Teil der Unterwäsche getragen.

## Geschichte

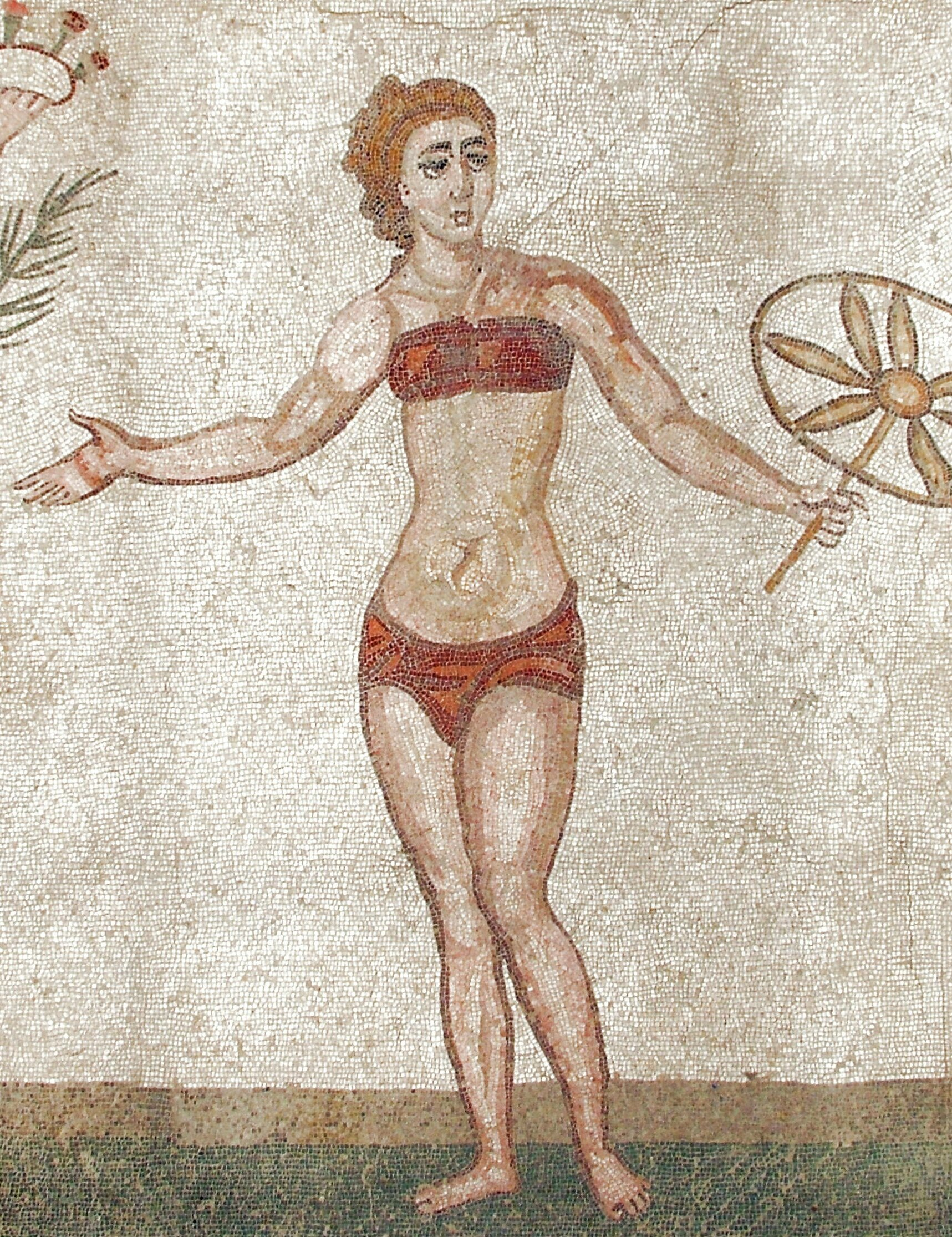
Strophium oder Fascia, ein langer Textil- oder Lederstreifen, dessen Ende eingeschlagen wurde, Mosaik in der römischen Villa Romana del Casale auf Sizilien, 4. Jahrhundert n. Chr.

Die Sitte, die Brüste zu bedecken und zu stützen, reicht mindestens ins antike Griechenland zurück. Im Jahr 2500 v. Chr. verdeckten minoische Frauen auf Kreta ihre Brüste. In griechischen Stadtstaaten wie Sparta sollen sich Frauen bei der Teilnahme an Sportveranstaltungen die Brüste abgebunden haben, um männlicher zu erscheinen. In der römischen Antike bedeckten und stützten Frauen ihre Brust mit der Fascia pectoralis.
Im Jahre 2008 wurden bei Umbauarbeiten in der Decke zwischen dem ersten und dem zweiten Obergeschoss im Osttiroler Schloss Lengberg (Österreich) über 2700 Textilfragmente entdeckt, darunter vier Büstenhalter mit deutlich erkennbaren Körbchen, die nach den Ergebnissen ihrer Radiocarbondatierung aus der Zeit zwischen 1440 und 1485 stammen. Zwei der Funde sahen wie heutige Büstenhalter aus, die beiden anderen wie ärmellose Hemden mit Körbchen. Ein Büstenhalter bestand aus feinem Leinen mit dekorativer wertvoller Nadelspitze.
Anfang des 19. Jahrhunderts waren vorwiegend einfache Leibchen üblich. Da sich dabei die Brustwarzen abzeichneten, kamen wattierte „Brustverbesserer“ auf, die einem BH schon sehr ähnlich sahen und auch später über dem Korsett getragen wurden. Hugo Schindler aus Mariaschein in Böhmen meldete bereits 1893 einen Büstenhalter beim „Eidgenössischen Amt für geistiges Eigentum“ zum Patent an. Dieser hatte zwei an einem Gürtel befestigte Kappen, die oben mit Bändern befestigt wurden. Das erste Patent auf ein Frauenleibchen als Brustträger wurde von der Dresdnerin Christine Hardt am 5. September 1899 angemeldet. Er bestand aus zusammengeknüpften Taschentüchern und Männerhosenträgern und war verstellbar. Die Französin Herminie Cadolle meldete im Jahr 1889 ein Patent auf einen Büstenhalter an. Der schwäbische Korsettmacher Wilhelm Meyer-Ilschen aus Cannstatt entwickelte 1904 seine „Bruststütze ohne Unterteil“ (erst später patentiert). Sein Schwiegervater Sigmund Lindauer, auch aus Cannstatt, ließ 1912 in seiner Firma S. Lindauer & Co den ersten Büstenhalter in Serienfertigung gehen (Marke Prima Donna); er hatte ein kaiserliches Patent auf den ersten BH ohne Längs- und Querstützen aus Fischbein und Knochen. Lindauers „Hautana“ machte rund um den Globus Karriere. Weltweit folgte eine Vielzahl weiterer Patentierungen.

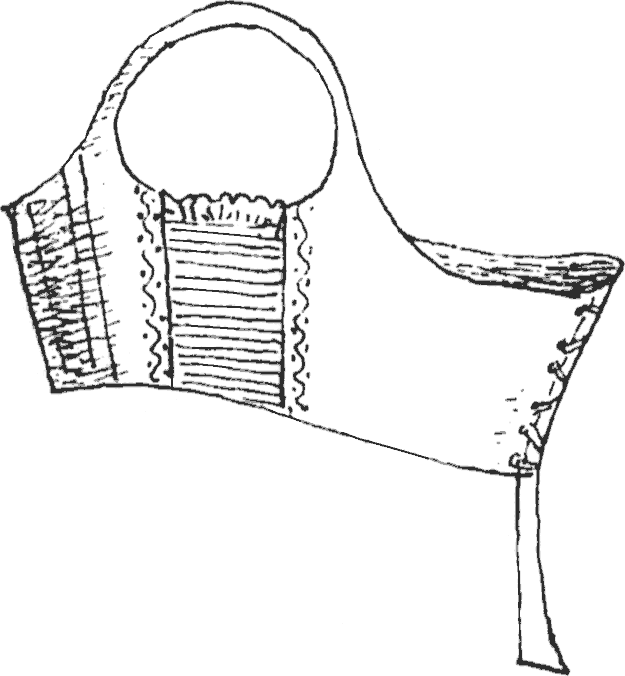
Elastisches Kurzkorsett von 1803
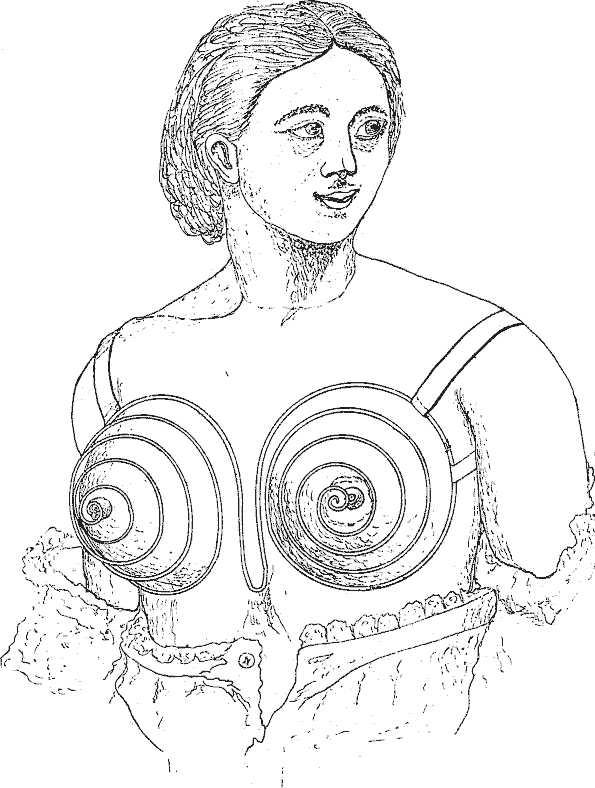
Büstenhalter in Schalenform von 1864
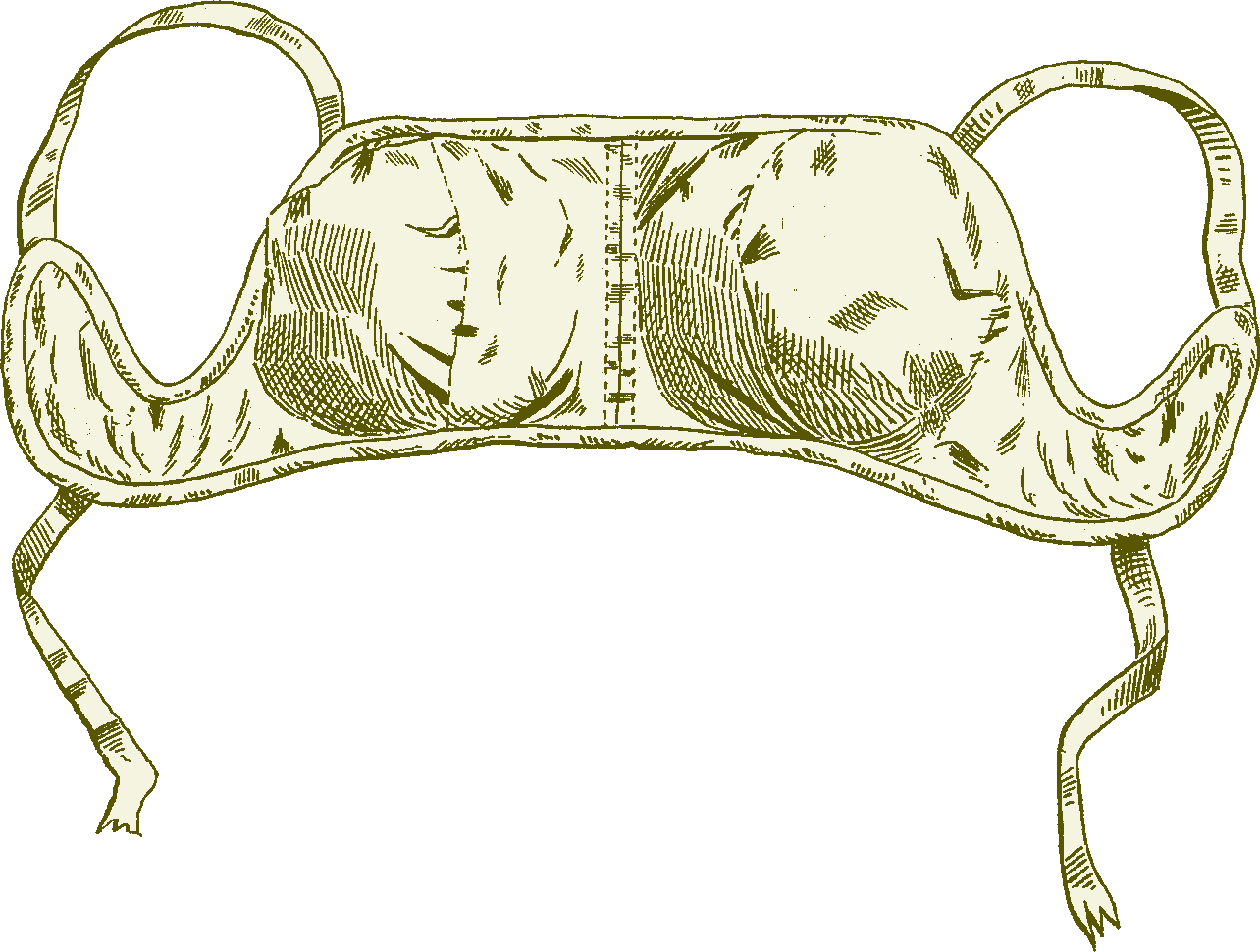
Dieser Büstenhalter von 1873 entspricht im Prinzip bereits dem heutigen Modell
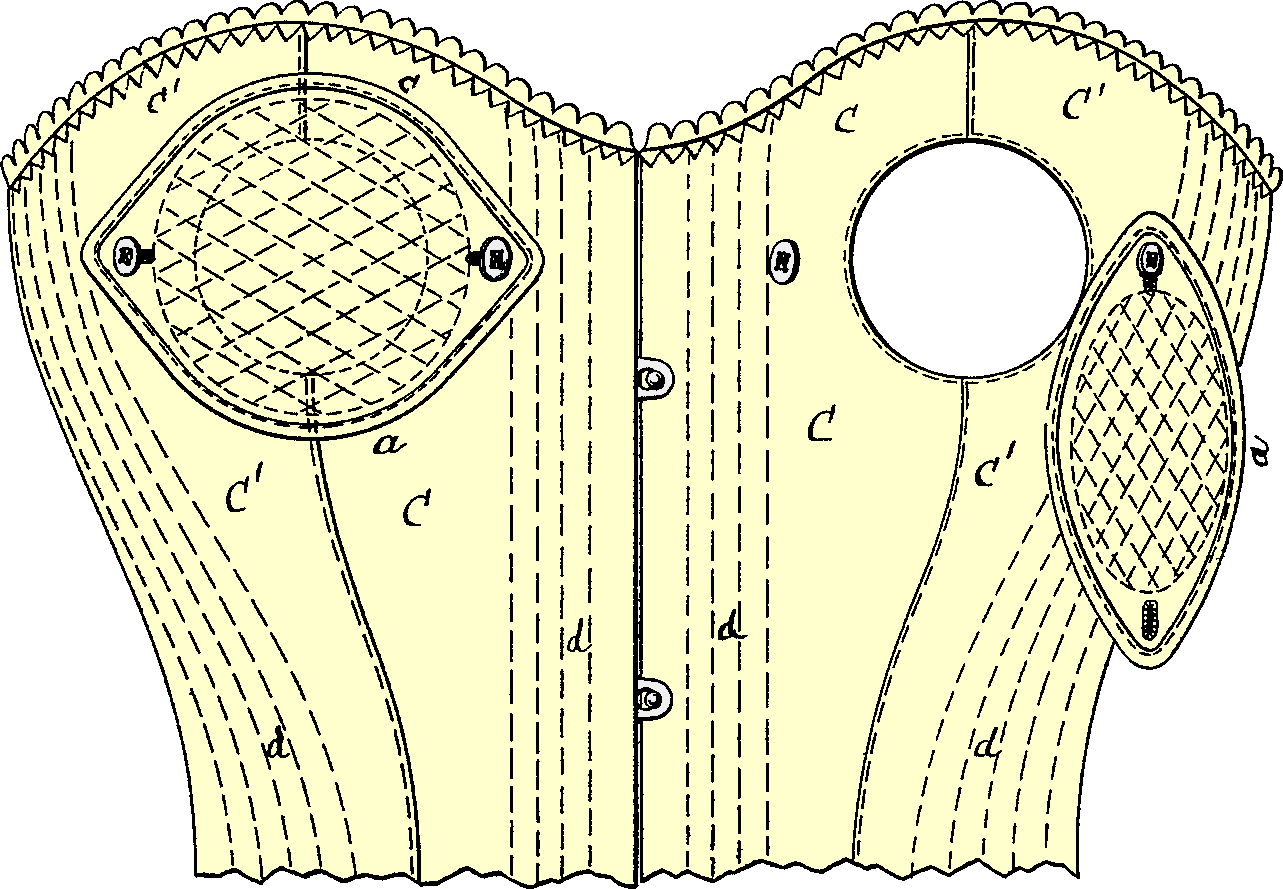
Bustier von 1878, das zum Stillen geöffnet werden konnte
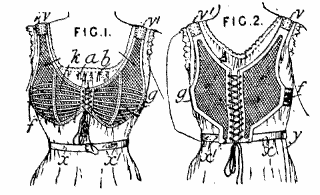
Büstenhalter von Herminie Cadolle, 1899
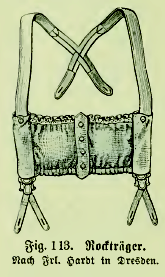
„Rockträger“ nach Christine Hardt, 1899

Etwa gleichzeitig mit Hugo Schindler erfand in den Vereinigten Staaten Mary Phelps Jacob einen Ersatz für das Mieder: Aus zwei Tüchern und einigen Bändern fertigte sie ein Wäschestück, um ihre Brüste zu bedecken. 1914 ließ sie diese Erfindung patentieren und verkaufte das Patent anschließend für 1500 $ an die Warner Brothers Corset Company. 

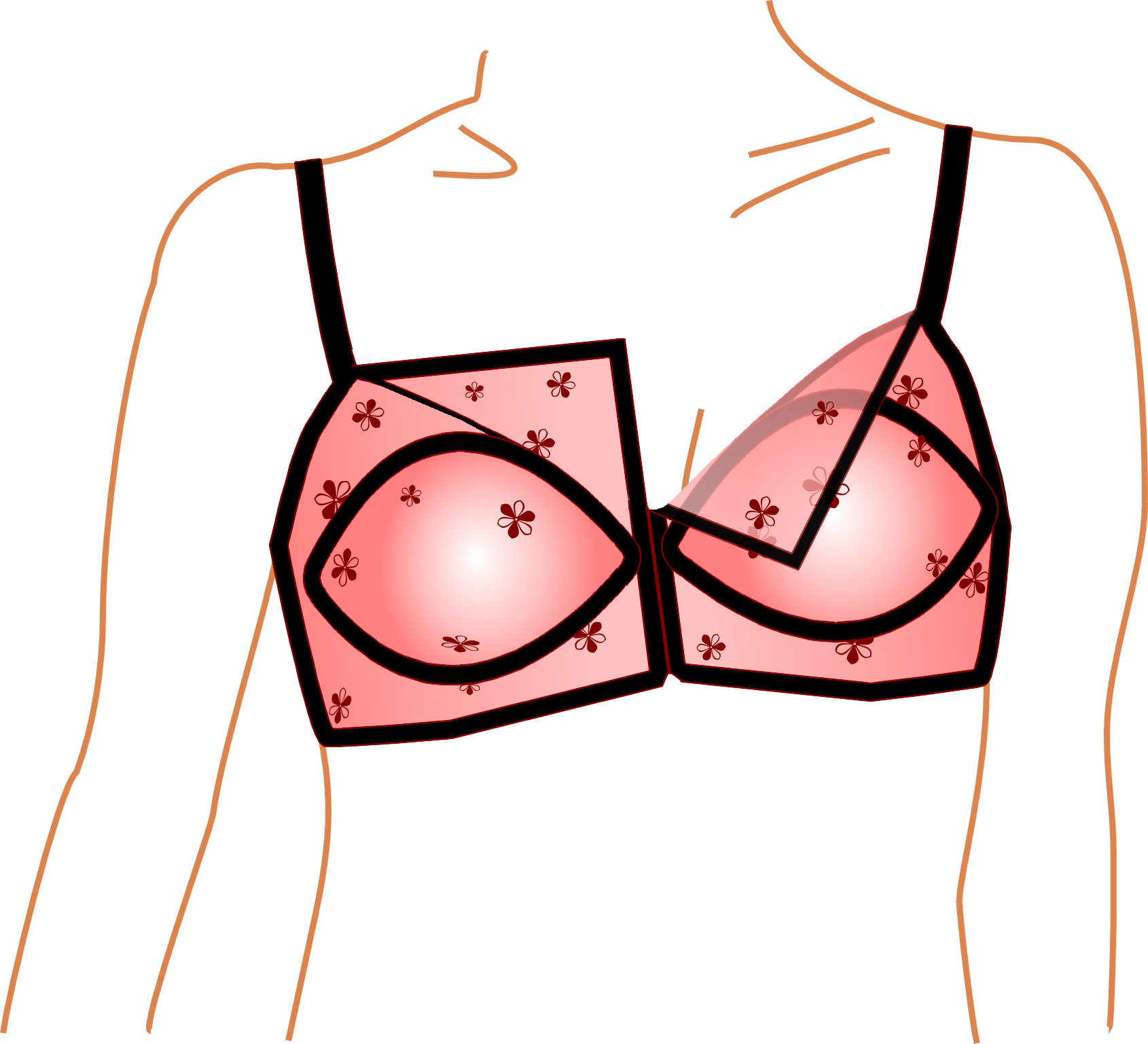
Büstenhalter, wie er in den 1940er und 1950er Jahren getragen wurde. Dieses Modell wurde oft vorn geschlossen. Die Cups sind mit Stoffstücken bedeckt, die wahlweise zurückgeklappt oder zusammengehakt werden konnten.

Seit dem Ende des 19. Jahrhunderts löste der Büstenhalter das Korsett ab. Die ersten Modelle bestanden aus Leinen. Ab den 1920er Jahren wurden sie auch aus Seide, Musselin oder Batist hergestellt. Zu Beginn der 1930er Jahre wurden in den Vereinigten Staaten erstmals die noch heute bekannten Standardgrößen (A-, B- und C-Körbchen) eingeführt. Erst 1947, mit dem so genannten New Look, verdrängte der Büstenhalter endgültig das Mieder. Es gab fortan BH mit verstärkten Körbchen (mit Fischbein-, später Metallbügel unterhalb der Schalen), wattierte und verstärkte BH, Push-ups, BH ohne Verschluss, Verschluss hinten oder vorn.
Ebenso wie andere Kleidungsstücke durchlief der BH eine Vielzahl von Formen und Moden: knabenhaft in den 1920er Jahren, rund in den 1930ern und spitz in den 1950er Jahren. Sport-Büstenhalter („Jogbra“) gibt es seit 1978. Ab 1994, mit der Einführung des „Wonderbras“ und neuer Materialien, kam es zu einem neuen Lingerie-Boom. Der teuerste jemals produzierte BH ist der juwelenbesetzte Fantasy Bra aus dem Jahr 2000, der mit einem Kaufpreis von 15 Mio. Dollar im Guinness-Buch der Rekorde eingetragen wurde.

## Aufbau

BH-Formen
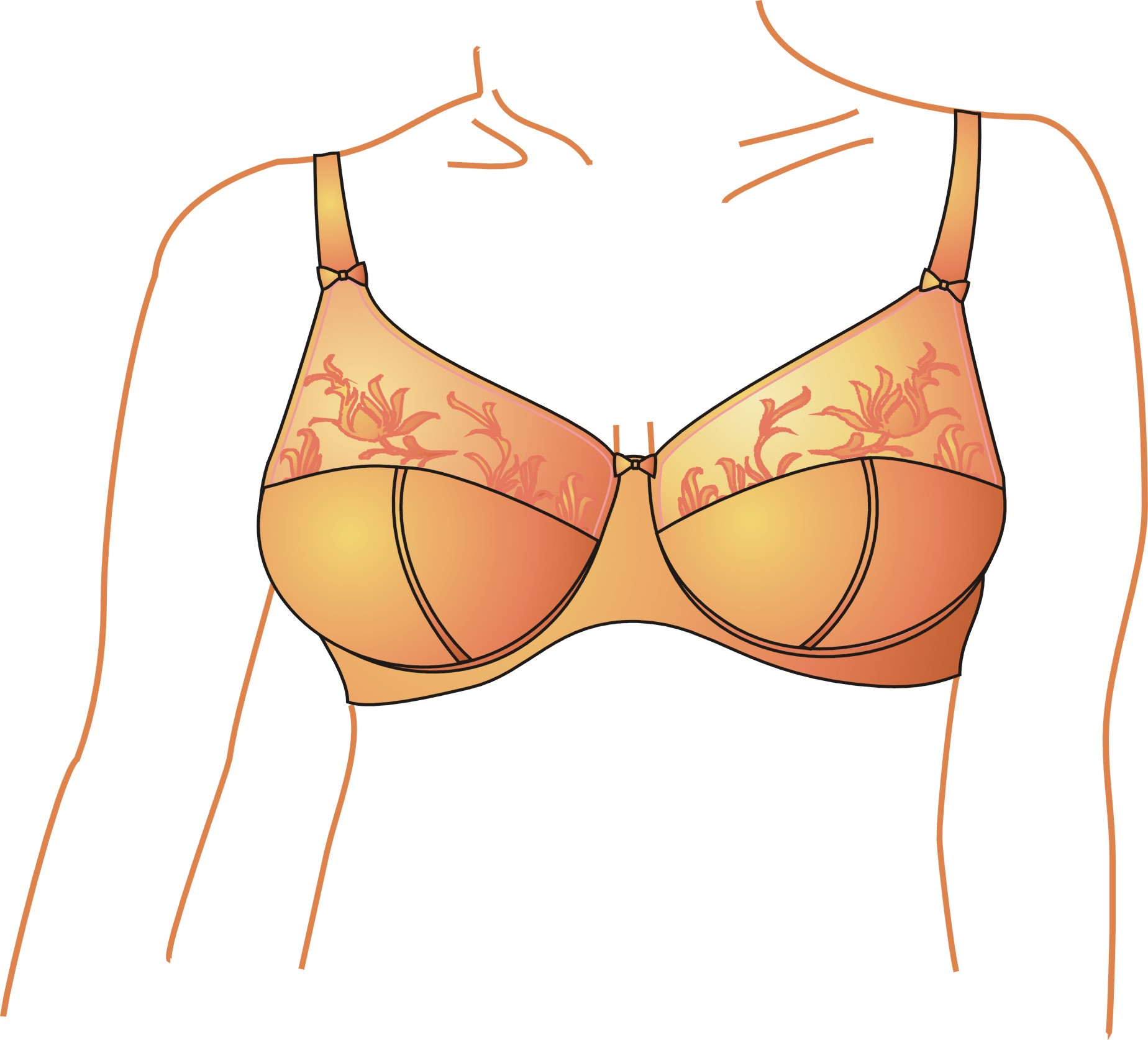
Fullcup
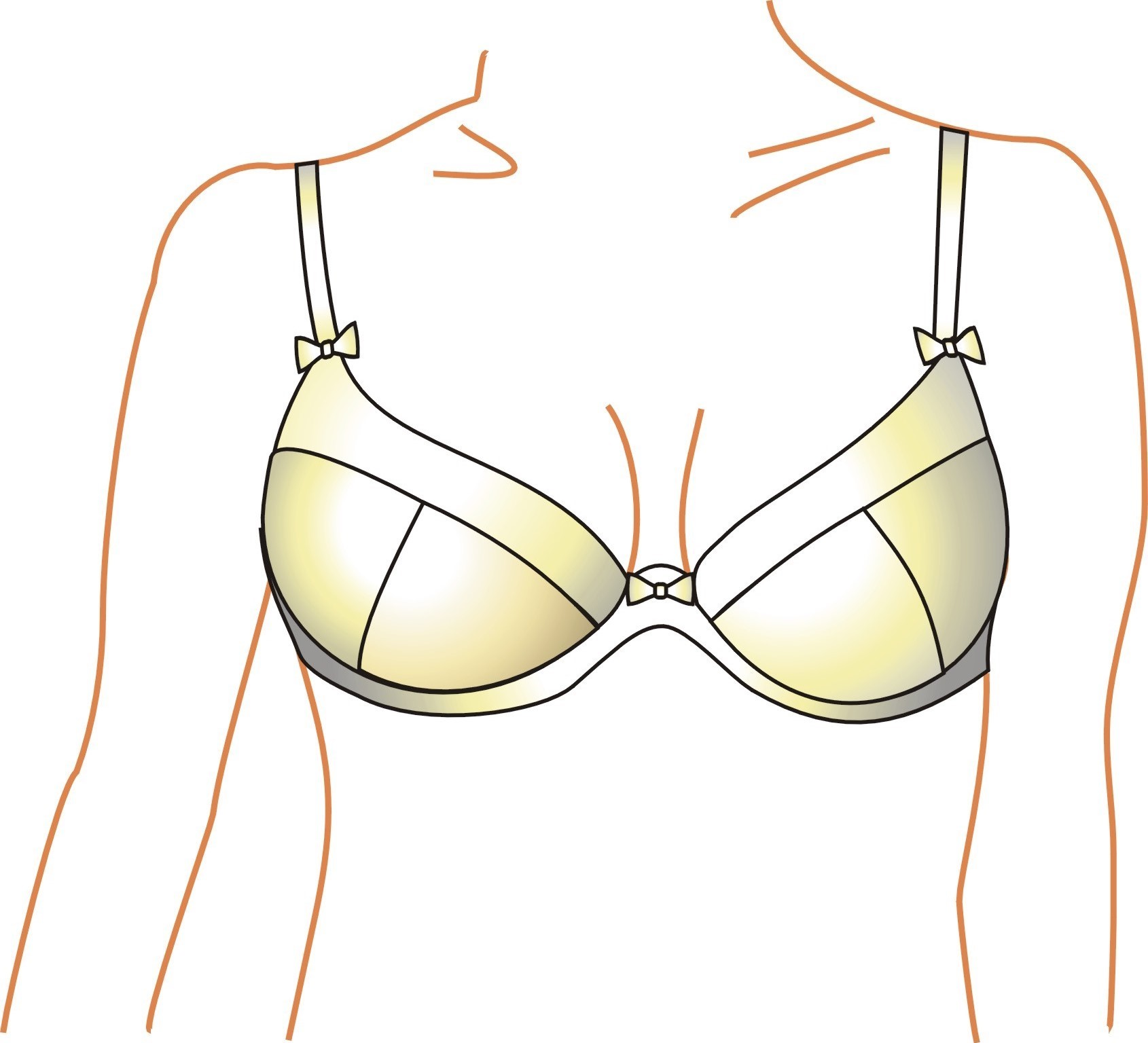
Plunge
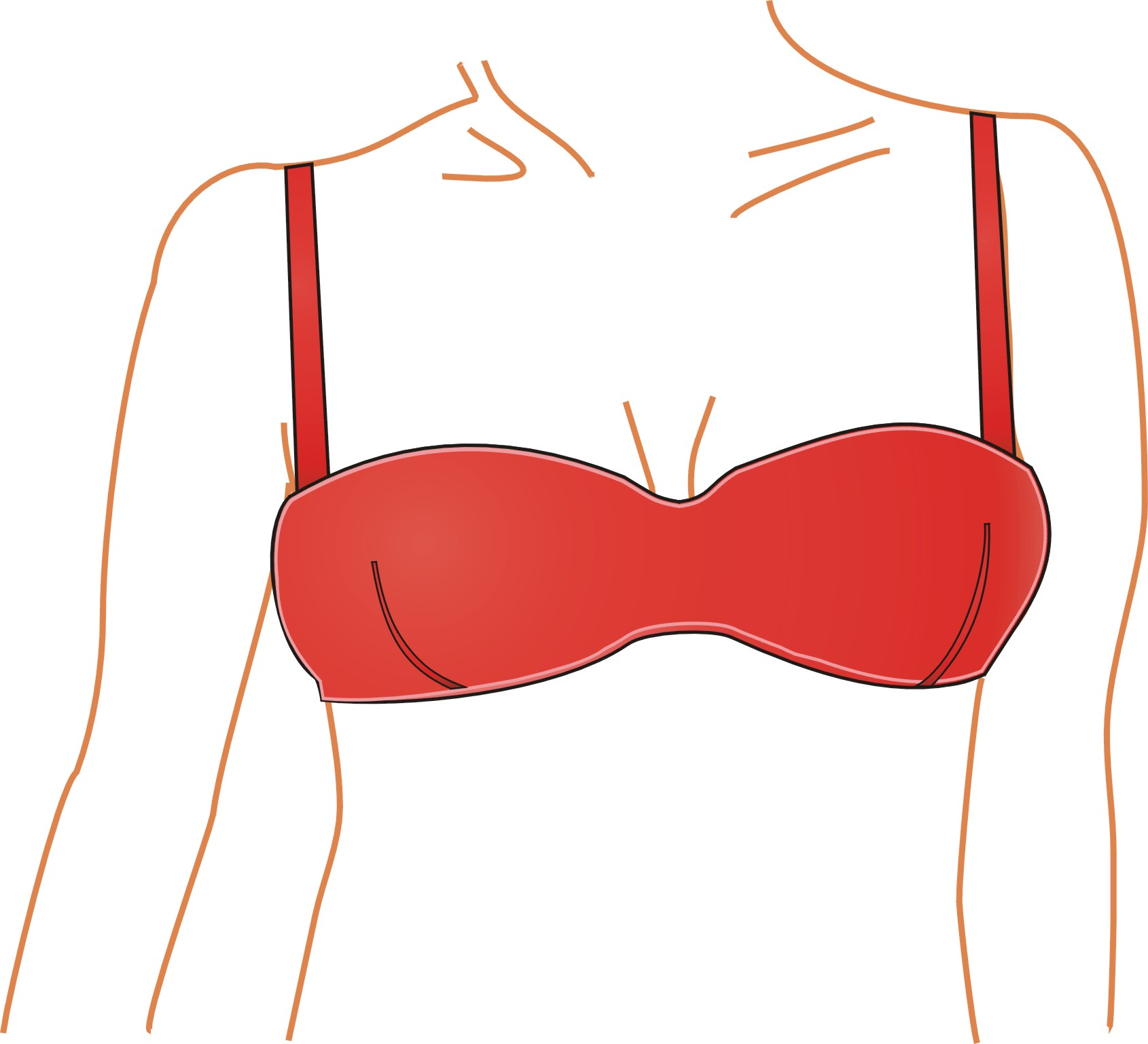
Bandeau

Ein Büstenhalter besteht aus zwei geformten, miteinander verbundenen Körbchen („Cups“) zur Aufnahme der Brüste, zwei über beide Schultern führende Träger zur vertikalen Stabilisierung und einem am Rücken oder vorn verschließbaren Band zur horizontalen und eigentlichen Stabilisierung. Handelsübliche Büstenhalter haben meistens einen rückwärtigen Verschluss (dann oft in Form von Hafteln), der aber auch vorderseitig zwischen den Körbchen liegen kann („französischer Verschluss“). Erhältlich sind auch Kombinationen der Grundtypen sowie Sonderformen mit Reißverschlüssen, Knöpfen oder seitlichem Verschluss.
Sowohl die beiden Schulterträger als auch das Rückenteil lassen sich zur Feinanpassung verstellen, z. B. ist der Rückenverschluss zur Weitenregulierung meist in zwei oder drei verschieden weit entfernte Ösen einhakbar. Weder Schulterträger noch Rückenband sollen beim Tragen in die Haut einschneiden, unter dem Rückenband sollten noch zwei Finger Platz haben. Sitzt es nicht waagerecht, sondern ist nach oben verschoben, so ist entweder ein kleineres Unterbrustmaß oder ein größeres Körbchen zu wählen.

### BH-Formen
Allgemeine BH-Formen:
- Fullcup: bedeckende Körbchen mit einem hohen Steg
- Ballkleid-BH (strapless): ohne Schulterträger, mit besonders tief sitzendem Rückenteil, zum Tragen unter rückenfreien Kleidern oder Tops
- Bandeau-BH: Oberteil in Form eines abgewandelten breiten Bandes, oft trägerlos
- Bügel-BH: älteste Form des Büstenhalters, mit Draht oder Plastik verstärkt, stabilisiert die Brust stärker, deshalb besonders für größere Cups geeignet
- Bügelloser BH: durch den flexibleren Aufbau für manche Größen verbesserter Tragekomfort
- Nackenträger-BH: ohne Trägerband um den Rücken, Vorderverschluss
- Nur-Cup-BH, bis zum Aufkommen der Kontaktlinsen als Haftschalen bezeichnet
- Stick-on-BH: selbsthaftende Silikon-Cups bzw. unter die Brüste klebbare Einweg-Cups, um Rücken und Dekolleté frei zu halten, auch unter dem Badeanzug tragbar
- Still-BH: Mit Möglichkeit, den Cup mit einer Hand zu öffnen oder herunterzuklappen, um das Stillen zu ermöglichen. Oft sind die Träger besonders breit und die Cups mehrlagig.

Modellierende BH:
- Minimizer-BH: zur optischen Verkleinerung größerer Brüste, bzw. zum Erreichen einer weniger weiblich wirkenden Silhouette
- Push-up-BH: zur optischen Vergrößerung kleinerer Brüste oder zur Modellierung des Dekolletés
- Balconette: sehr weit außenstehende Träger, eingearbeitete Bügel oder Halbschalen zum Anheben der Brüste
- Entlastungs-BH: für große Oberweiten, entlastet den Rücken, gewährleistet durch den besonderen Schnitt, meist vorgeformte Cups und strapazierfähige Materialien

BH zu Sportzwecken:

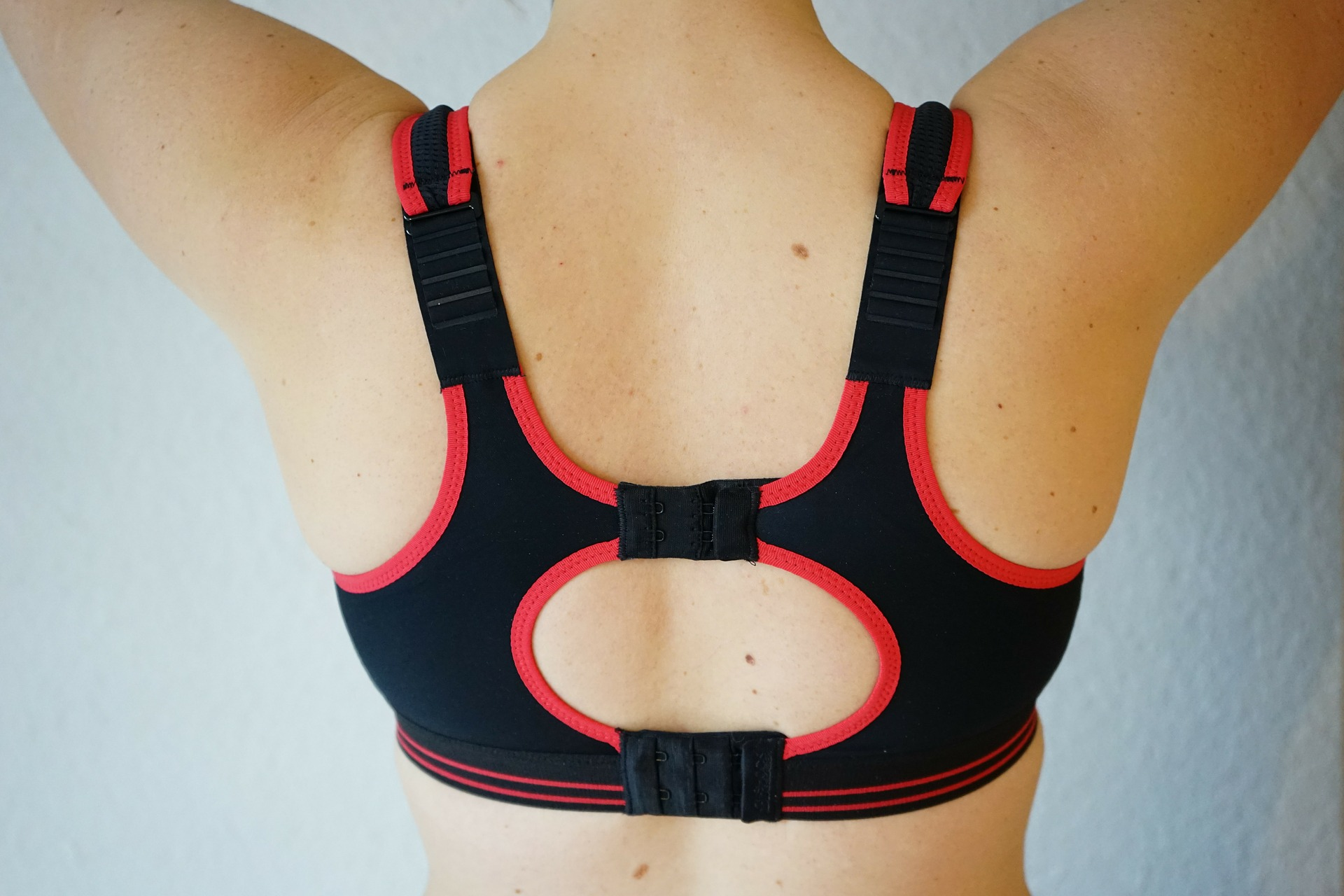
Rückseite eines Sport-BH

- Sport-BH: besonders stützend, oft aus Funktionsfasern, auch mit integrierter Herzfrequenzmessung

Medizinische BH:
- Kompressions-BH: nach Brustoperationen zur Ruhigstellung der Brust und besseren Wundheilung
- Epithesen-BH
- Arthritis-BH: bei Bewegungseinschränkungen, mit leicht zu öffnendem Verschluss zwischen den Cups

### Material und Pflege
Büstenhalter bestehen meist aus einem Mix mehrerer Materialien:
- Baumwolle oder auch Viskose
- Elastan für die Elastizität
- Polyamid für die Formstabilität; alternativ auch Polyester oder Polyurethan
- Spitzenverzierungen

Bei Maschinenwäsche empfiehlt sich das Waschen von Bügel-BHs in besonderen Wäschenetzen, da herausrutschende Bügel unter Umständen zu Schäden an der Waschtrommel führen können. BH mit aufwendigen Spitzenverzierungen oder Stickereien wäscht man schonender im Wollprogramm oder mit der Hand.

## BH-Größen

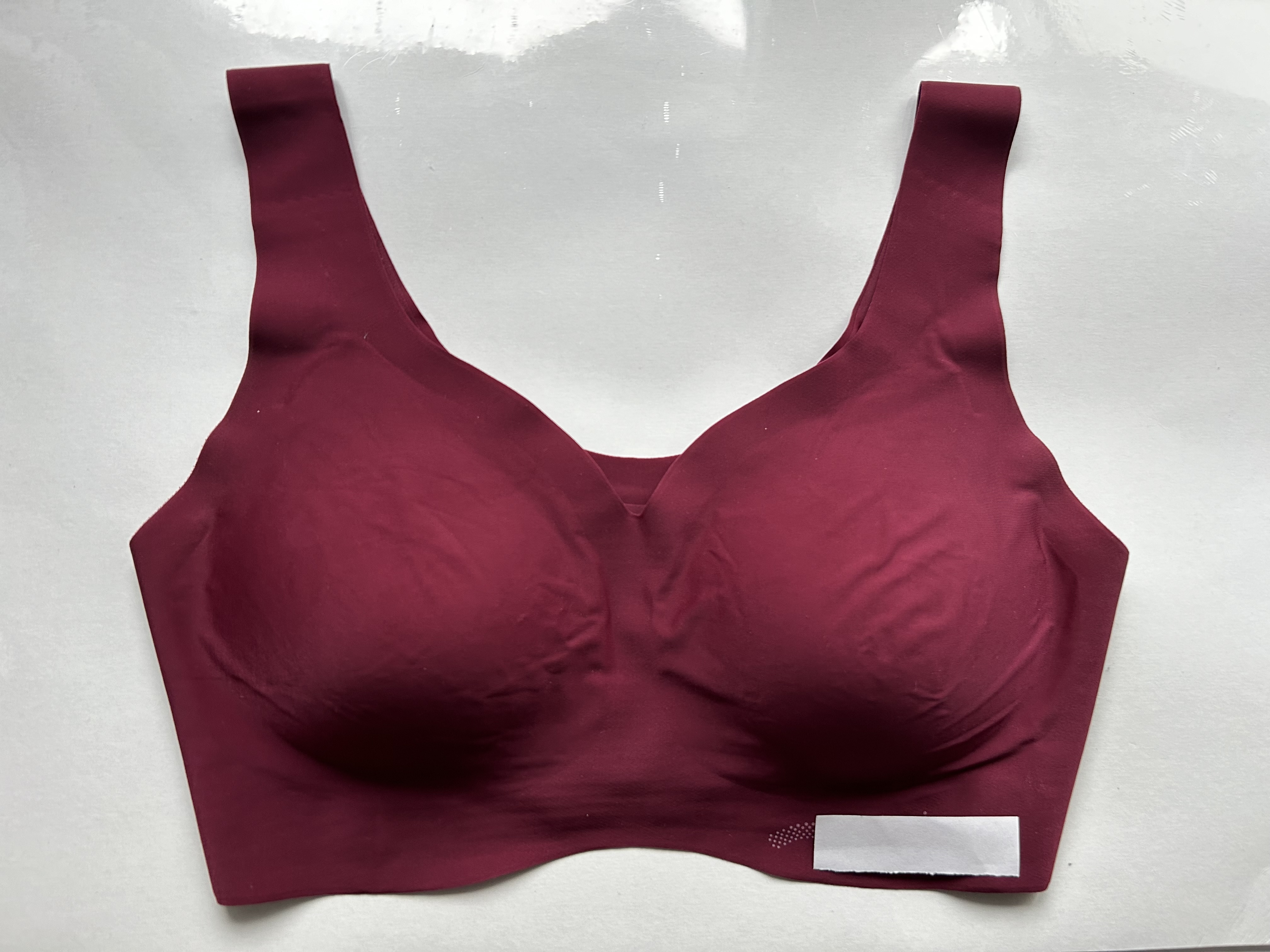
Nahtloser BH, weinrot

Die Größe eines BHs wird in allen Ländern durch die Kombination aus einer Zahl und einem Buchstaben, beispielsweise 75B, gekennzeichnet. Die Zahl gibt die Unterbrustbandweite an und sagt aus, bei welchem Unterbrustumfang der BH passt. Der Buchstabe gibt die Körbchengröße an und sagt aus, bei welcher Brustgröße der BH passt. In verschiedenen Ländern gibt es unterschiedliche Größensysteme, die teilweise in offiziellen Normen festgeschrieben werden. Trotz dieser Normierung passen BHs oft nicht richtig (siehe Abschnitt BH-Anpassung).

### Körpermaße
Die BH-Größen stützen sich auf zwei Messwerte in Zentimeter:
- Brustumfang ist der maximale horizontale Umfang, gemessen bei normaler Atmung und aufrechter Haltung. Das Maßband läuft dabei horizontal unter den Achseln und auf der Brusterhebung. Bevorzugt wird mit mäßiger Spannung über einen BH gemessen, der die Brust nicht in unnatürlicher Weise deformiert und nicht ihr Volumen verschiebt (EN 13402)
- Unterbrustumfang ist der horizontale Körperumfang direkt unterhalb der Brüste.

Erschwerend bei der Wahl der richtigen BH-Größe können neben unterschiedlich großen (asymmetrischen) Brüsten auch zeitlich begrenzte Schwankungen in der Brustgröße sein. BH-Größen, die nach unterschiedlichen Messmethoden und bei unterschiedlicher Füllung der Lunge mit Luft ermittelt werden, variieren bis zu mehreren Größen des Unterbrustbandes und noch deutlicher in der Körbchengröße.

### Alternative Körpermaße
Eine alternative Methode zur Bestimmung der Körbchengröße beruht auf der Messung des Halbbrustumfangs und umgeht somit die Schwierigkeiten bei der Differenz zwischen den beiden unabhängigen Messungen von Brustumfang und Unterbrustumfang.
Da bei der üblichen Messmethode an zwei verschiedenen Höhen des Rumpfes gemessen wird, der Umfang des Rumpfes zu den Schultern hin im Normalfall aber zunimmt, entsteht ein systematischer Fehler. Athletische Frauen mit ausgeprägt V-förmigem Oberkörper können so bei der traditionellen Bestimmung der BH-Größe einen zu großen Cup erhalten. Einige Messmethoden verwenden daher die Differenz zwischen Brustumfang und Brustkorbumfang (maximaler horizontaler Umfang gemessen bei normaler Atmung und aufrechter Haltung, das Bandmaß über die Schulterblätter, unter den Achseln und über die Brust) zur Ermittlung der Körbchengröße. Im britischen System wird auch der Brustkorbumfang als direktes Maß für die Unterbrustbandgröße verwendet.

### BH-Größensystem
Im Nachfolgenden wird ausschließlich das Europäische BH-Größensystem aufgeführt, das auch in Deutschland gebräuchlich ist. Für andere BH-Größensysteme, siehe → Internationale Büstenhalter-Größensysteme.
Viele Hersteller haben außerdem eigene Größensysteme, und auch Modelle desselben Herstellers können trotz gleicher Größe unterschiedlich ausfallen. 
| Unterbrustumfang | Unterbrustbandgröße | Unterbrustbandgröße | Unterbrustbandgröße | Unterbrustbandgröße | Unterbrustbandgröße |
| cm               | EU                  | FR BE ES            | IT                  | IT                  | AU NZ               |
| ---------------- | ------------------- | ------------------- | ------------------- | ------------------- | ------------------- |
| 58–62            | 60                  | 75                  | 0                   |                     | 6                   |
| 63–67            | 65                  | 80                  | 1                   | I                   | 8                   |
| 68–72            | 70                  | 85                  | 2                   | II                  | 10                  |
| 73–77            | 75                  | 90                  | 3                   | III                 | 12                  |
| 78–82            | 80                  | 95                  | 4                   | IV, IIII            | 14                  |
| 83–87            | 85                  | 100                 | 5                   | V                   | 16                  |
| 88–92            | 90                  | 105                 | 6                   | VI                  | 18                  |
| 93–97            | 95                  | 110                 | 7                   | VII                 | 20                  |
| 98–102           | 100                 | 115                 | 8                   | VIII                | 22                  |
| 103–107          | 105                 | 120                 | 9                   | IX, VIIII           | 24                  |
| 108–112          | 110                 | 125                 | 10                  | X                   | 26                  |
| 113–117          | 115                 | 130                 | 11                  | XI                  | 28                  |
| 118–122          | 120                 | 135                 | 12                  | XII                 | 30                  |
| 123–127          | 125                 | 140                 | 13                  | XIII                | 32                  |
| 128–132          | 130                 | 145                 | 14                  | XIIII               | 34                  |

| Differenz [cm] | Körbchen |
| -------------- | -------- |
| 10–12          | AA       |
| 12–14          | A        |
| 14–16          | B        |
| 16–18          | C        |
| 18–20          | D        |
| 20–22          | E        |
| 22–24          | F        |
| 24–26          | G        |
| 26–28          | H        |
| 28–30          | I        |
| 30–32          | J        |
| 32–34          | K        |
| 34–36          | L        |
| 36–38          | M        |
| 38–40          | N        |
| 40–42          | O        |
| 42–44          | P        |
| 44–46          | Q        |
| 46–48          | R        |
| 48–50          | S        |
| 50–52          | T        |
| 52–54          | U        |
| 54–56          | V        |
| 56–58          | W        |
| 58–60          | X        |
| 60–62          | Y        |
| 62–64          | Z        |
| 64–66          | ZZ       |
| 66–68          | ZZZ      |

Die Größenangabe der Büstenhalter ist innerhalb Europas in der Norm EN 13402 (Größenbezeichnung von Bekleidung) festgelegt. Die Unterbrustbandgröße (g) entspricht dem auf 5 cm gerundeten Unterbrustumfang (u). Die Körbchengröße (c) ergibt sich aus der Differenz zwischen Brustumfang (b) und der Unterbrustbandgröße (g); die Bezeichnungen sind prinzipiell alphabetisch beliebig erweiterbar.
{\displaystyle g_{\text{EU}}=\left[u\right]_{5\,{\text{cm}}}=5\cdot \left\lfloor {\frac {u+2{,}5\,{\text{cm}}}{5\,{\text{cm}}}}\right\rfloor }
{\displaystyle c_{\text{EU}}=\left[b-g_{\text{EU}}\right]_{2\,{\text{cm}}}=f\left(\left[{\frac {b-g_{\text{EU}}-11\,{\text{cm}}}{2\,{\text{cm}}}}\right]\right)}
Das europäische System hat gegenüber verschiedenen anderen Systemen einige Vorteile:
- Der gemessene Unterbrustumfang in Zentimetern entspricht (gerundet) direkt der Zahl der BH-Bezeichnung.
- Die Körbchenbezeichnungen sind streng alphabetisch geordnet.
- Die Körbchengrößen sind etwas feiner abgestuft (2 cm statt 1 Zoll [2,54 cm]) als im angloamerikanischen Raum.

Die Körbchengröße wird auf Basis der auf volle 5 cm gerundeten Unterbrustbandgröße (g) ermittelt. Die messtechnisch ermittelte Differenz aus Brustumfang (b) und Unterbrustumfang (u) kann nicht unmittelbar in eine Körbchengröße überführt werden. Zum Beispiel führen die Messwerte b=96 cm und u=76 cm zu einer BH-Größe von 75E, die Messwerte b=99 cm und u=79 cm jedoch zu einer BH-Größe von 80D. Trotz identischer gemessener Differenz von 20 cm unterscheiden sich die Körbchengrößen.
Die europäischen bzw. deutschen Kleidergrößen (k) beruhen ebenfalls auf dem Brustumfang, indem 6 vom gerundeten und halbierten Messwert abgezogen wird. Dementsprechend sollte theoretisch einer Frau mit der Kleidergröße 38 abhängig von ihrem Unterbrustumfang ein BH der Größen 60G–J, 65D–H, 70B–E oder 75A–C passen, umgekehrt sollte eine Frau mit der BH-Größe 75B gut in Kleider der Konfektionsgröße 38 oder 40 passen.
{\displaystyle k_{\text{DE}}=\left[b\right]_{4\,{\text{cm}}}=2\cdot \left\lfloor {\frac {b-10\,{\text{cm}}}{4\,{\text{cm}}}}\right\rfloor }

### Weiteres
- Doppelbuchstaben sind im Größensystem eigentlich nicht vergeben. So bezeichnet AA eine Körbchengröße, die kleiner ist als die Körbchengröße A, wohingegen alle anderen Doppelbuchstaben die nächstgrößere Körbchengröße kennzeichnen. Die oft mit einer sehr üppigen Brust assoziierte Körbchengröße DD existiert im europäischen Größensystem nicht. Im amerikanischen Größensystem ist sie identisch zur Körbchengröße E. Im britischen Größensystem ist DD jedoch eine eigenständige Körbchengröße, die zwischen den Größen D und E liegt.
- Bei den britischen Doppelbuchstaben handelt es sich nicht um Zwischengrößen. Zwar liegt die britische Körbchengröße DD zwischen den britischen Körbchengrößen D und E, jedoch ist zwischen allen drei Körbchengrößen ein voller Schritt von einem Zoll Umfangsdifferenz, und kein halber Schritt. Die britische Körbchengröße E ist somit eine Stufe größer als die europäische Körbchengröße E, da es im europäischen System keine Doppelbuchstaben (außer AA) gibt.
- Kreuzgrößen bezeichnen beispielsweise die BH-Größen 75D und 80C. Sie fassen etwa dasselbe Brustvolumen, unterscheiden sich aber in der Länge des Unterbrustbandes. Wenn 80C von der Körbchengröße her passt, der BH vom Unterbrustband her aber zu wenig Halt gibt, ist 75D eventuell eine Alternative.

#### Online-Rechner
Im Internet gibt es zahlreiche BH-Größen-Rechner, die jedoch unterschiedlichste Rechenmodelle zugrunde legen.
- Viele deutsche Hersteller richten sich nach der EU-Norm EN 13402, können jedoch in Grenzfällen (z. B. wenn die Differenz zwischen Brustumfang und Unterbrustband geradzahlig ist und zwei Cup-Größen möglich sind) unterschiedliche Ergebnisse liefern. Größenrechner, welche für identische Differenzen zwischen Ober- und Unterbrustumfang immer dieselbe Körbchengröße ermitteln, missachten hierbei die EU-Norm. Manche Online-Rechner implementieren sowohl die europäische Norm als auch die herkömmliche britische / US-amerikanische +4-Methode, berechnen aber ebenfalls Alternativen und Kreuzgrößen.[14]
- Als Konsequenz des Streits um die sog. +4-Regel im anglo-amerikanischen Größensystem verzichten manche populäre BH-Größen-Rechner im Internet auf diese Addition. Beispiele hierfür sind die Online-Rechner von BoobOrBust.com und der Reddit-Community „A Bra That Fits“, welche die herkömmliche Methode als ungenau und für die meisten Frauen als unpassend bezeichnet. Dies ignoriert jedoch die Tatsache, dass die alternative Berechnung inkompatibel zum Größensystem vieler BH-Hersteller ist, welches inzwischen ebenfalls auf dem Unterbrustumfang beruhen dürfte und nur noch formal die traditionelle Nomenklatur nutzt.[15][16]

## Medizinische Aspekte
Das Tragen eines stützenden Büstenhalters ist empfehlenswert bei großen Brüsten und Bewegungsabläufen mit andauernden, starken und ruckartigen Belastungen, wie sie beim Joggen oder vielen Ballsportarten auftreten können. Die Stützung soll eine dauerhafte Dehnung der pektoralen Retinacula vermeiden, was zu einer irreversiblen Absenkung der Brust führen kann. Ein spezieller Sport-BH kann die Belastung des Brustgewebes auf etwa 25 % reduzieren, während beim Tragen eines T-Shirt-BHs die Belastung noch 62 % beträgt. Männer mit einer ausgeprägten Gynäkomastie können durch das Tragen eines Büstenhalters eine Schmerzlinderung erreichen; die Belastung des Brustgewebes kann dadurch stark vermindert werden.
Mit zunehmendem Alter sinkt die Elastizität des straffen Bindegewebes. Einige Studien halten es für möglich, dass dieser Effekt beim Tragen eines BH durch die ständige Entlastung von Bindegewebsfasern und Muskulatur verstärkt wird. Bei sehr großen Brüsten, die vom BH nicht angehoben werden, kann sich die Haut in der Brustfalte entzünden. Wenn durch einen schlecht angepassten BH zu viel Gewicht auf die Schultern übertragen wird, kann dies zu orthopädischen Problemen führen, die bis auf die Wirbelsäule ausstrahlen können.

## BH-Anpassung
Die BH-Größe wird von den Brustmaßen bestimmt, dabei sollte zuerst die Unterbrustbandgröße und erst danach die Körbchengröße bestimmt werden.

### Unterbrustband

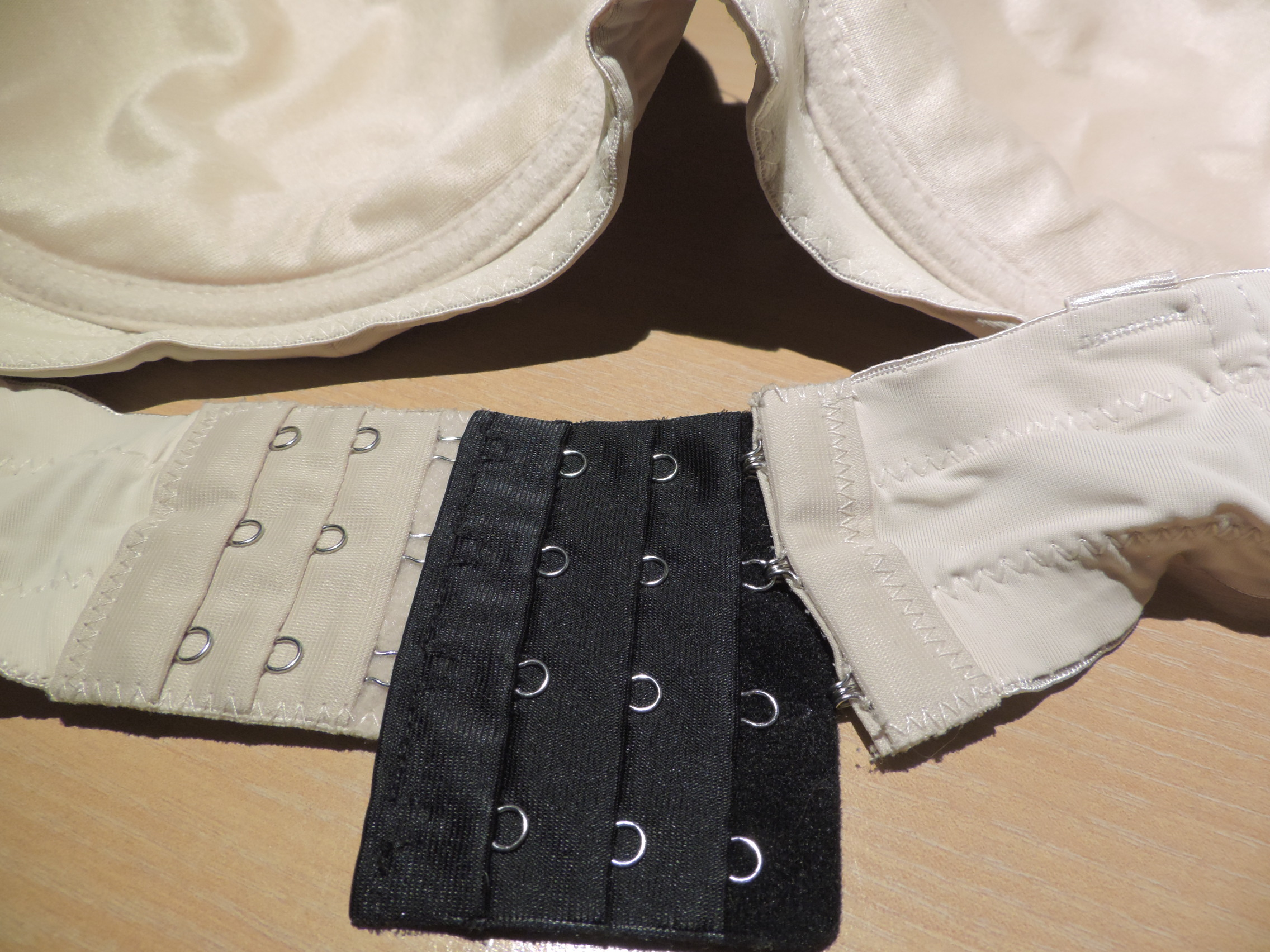
Verlängerungsteil für das Unterbrustband

Das Unterbrustband sollte den Großteil des Brustgewichts tragen. Entgegen einer häufigen Ansicht ist das nicht Aufgabe der Schulterträger. Die Schulterträger sollen die Brust lediglich etwas anheben und verhindern, dass der BH am Körper nach unten rutscht. Um seine tragende Aufgabe zu erfüllen, muss das Unterbrustband relativ fest sitzen und darf auch bei Bewegung (Heben der Arme oder Zug auf die Schulterträger) nicht verrutschen; es sollte sich nur wenige Zentimeter vom Körper weg ziehen lassen. Ein zu weites Unterbrustband rutscht meist im Rücken nach oben. Ein passendes Unterbrustband sollte waagrecht um den Körper laufen und im Rücken nicht höher sitzen als auf der Vorderseite.
Meist muss die Unterbrustbandgröße ein bis zwei Stufen kleiner als der gemessene Unterbrustumfang gewählt werden, weil die meisten BHs im Unterbrustband größer geschnitten und dehnbarer sind, als die Etikettengröße vermuten lässt. Da auch ein zu kleines Körbchen mit einem zu großen Unterbrustband das Gefühl eingeschnürt zu sein bewirken kann, lohnt es sich, den BH mit den Körbchen am Rücken (oder verkehrt herum) anzuprobieren. So kann die Unterbrustbandgröße unabhängig von der Körbchengröße überprüft werden.
Ein neuer BH sollte auf dem äußersten Häkchen geschlossen werden, stabil sitzen und ausreichende Stützfunktion haben. Somit kann der BH, wenn er älter wird und sich dehnt, später am mittleren oder inneren Häkchen geschlossen werden, sodass sich seine Nutzungsdauer erhöht.

#### Körbchen
Um zu prüfen, ob das Körbchen die richtige Größe hat, ist es zunächst wichtig, die Brust vollständig in das Körbchen zu legen. Grundsätzlich lässt sich die Größe bei einem ungepolsterten BH mit Bügeln leichter bestimmen. Die Bügel sollen zwischen den Brüsten flach auf dem Brustbein aufliegen und direkt unter der Brust verlaufen. An den Seiten dürfen die Bügel nicht auf dem Brustgewebe aufliegen, sondern sollen hinter dem Brustgewebe und flach auf den Rippen aufliegen. Das Bügelende sollte zur Mitte der Achseln zeigen.
Ein zu kleines Körbchen erkennt man oft daran, dass die Bügel zwischen den Brüsten abstehen, anstatt auf dem Brustbein aufzuliegen. Bügel, die unter den Armen in das empfindliche Brustgewebe drücken, können an einer zu kleinen Körbchengröße, aber auch an einem BH-Modell mit zu schmalen Bügeln liegen. Der Stoff des Körbchens sollte nicht in das Brustgewebe einschneiden. Stofffalten an der Brustspitze sind oft ein Zeichen für ein zu kleines Körbchen. Falten am Körbchenrand können ein zu großes Körbchen kennzeichnen, aber auch einen BH-Schnitt, der für Brüste mit mehr Volumen im oberen Brustbereich gedacht ist.

## Film
- Der Büstenhalter des Herrn Lindauer. Dokumentation zur Geschichte. Deutschland, 2008, Regie: Martina Treuter, IMDb
- Bra Wars – Hollywoods Affäre mit dem BH, deutscher Dokumentarfilm, 2014, Regie:Hermann Vaske